# Martin Straňovský
Martin Straňovský (ur. 12 września 1985 w Nowych Zamkach) – słowacki piłkarz ręczny, reprezentant kraju grający na pozycji lewoskrzydłowego. W sezonie 2012-2014 występował w hiszpańskiej Lidze ASOBAL, w drużynie FC Barcelona. Obecnie gra w Bundeslidze w klubie HC Erlangen.

## Nagrody indywidualne
- Najlepszy lewoskrzydłowy w Lidze ASOBAL w sezonie 2011/12[2].

## Wyróżnienia
- Najlepszy szczypiornista 2006 r. na Słowacji.